# Europiella artemisiae
Europiella artemisiae är en insektsart som först beskrevs av Becker 1864.  Europiella artemisiae ingår i släktet Europiella och familjen ängsskinnbaggar. Arten är reproducerande i Sverige. Inga underarter finns listade i Catalogue of Life.